# Hoa Phat
Hoa Phat foi um time de futebol do Vietnã localizado na cidade de Hanoi e foi fundado em 24 de dezembro de 2003. Jogam a primeira divisão do futebol do país. Mandam seus jogos no Hàng Đẫy Stadium que tem capacidade para 20.000 pessoas. 

## Títulos
- Copa Vietnamita: 1

2006

## Performance nas competições da AFC
- Copa AFC: 1 participação

2007: Fase de grupos

## Elenco atual
Nota: Bandeiras indicam equipe nacional, conforme definido pelas regras de elegibilidade da FIFA. Os jogadores podem ter mais de uma nacionalidade não-FIFA.
| N.º |           | Posição | Jogador                 |
| --- | --------- | ------- | ----------------------- |
| 1   | Vietname  |         | Nguyễn Hồng Hiệp        |
| 2   | Vietname  |         | Nguyễn Sỹ Vinh          |
| 3   | Vietname  |         | Đinh Thế Trường         |
| 4   | Vietname  |         | Hoàng Văn Tiến          |
| 5   | Vietname  |         | Vũ Tuấn Anh             |
| 6   | Vietname  |         | Nguyễn Tiến Dũng (C)    |
| 7   | Argentina |         | Ricardo Machuca         |
| 8   | Vietname  |         | Trịnh Xuân Thành        |
| 9   | Brasil    |         | Paulo Foiani            |
| 10  | Brasil    |         | Rafael Fernand Corrente |
| 11  | Vietname  |         | Nguyễn Công Mạnh        |
| 12  | Vietname  |         | Võ Đức Lam              |
| 14  | Vietname  |         | Nguyễn Đình Quý         |
| 15  | Vietname  |         | Trương Hoàng Vũ         |
| 16  | Vietname  |         | Nguyễn Huỳnh Điệp       |

| N.º |          | Posição | Jogador                 |
| --- | -------- | ------- | ----------------------- |
| 17  | Uganda   |         | Gatera Alphonse         |
| 18  | Vietname |         | Vũ Hồng Việt            |
| 19  | Vietname |         | Nguyễn Anh Cường        |
| 20  | Vietname |         | Nguyễn Hồng Nam         |
| 21  | Vietname |         | Nguyễn Văn Hiển         |
| 22  | Vietname |         | Trần Quốc Thịnh         |
| 24  | Vietname |         | Nguyễn Văn Phong        |
| 25  | Vietname |         | Nguyễn Mạnh Dũng        |
| 26  | Vietname |         | Nguyễn Ngọc Tú          |
| 27  | Vietname |         | Đinh Thanh Trung        |
| 28  | Brasil   |         | Eduardo Bar Quintanilha |
| 29  | Vietname |         | Trần Đoàn Khoa Thanh    |
| 30  | Vietname |         | Nguyễn Văn Vinh         |
| 31  | Vietname |         | Cao Sỹ Cường            |
| 33  | Vietname |         | Nguyễn Gia Hoàng        |